# Rauda Morcos
Rauda Morcos é uma poetisa palestina e ativista LGBTIQ que vive em Haifa, em Israel. Em 2003, ela foi declarada lésbica por um jornal nacional, levando à demissão de seu emprego, agressões físicas e ataques ao seu carro. Ela então criou o Aswat, o primeiro grupo palestino dedicado a apoiar lésbicas.

## Carreira
Em 2003, Morcos perdeu o emprego como educadora de jovens depois de ser entrevistada pelo Yedioth Ahronoth (tabloide israelense) sobre sua poesia. A jornalista prometeu não revelar sua orientação sexual, mas depois a denunciou como lésbica, o que a levou a ser agredida fisicamente e seu carro ser danificado várias vezes. Ela recebeu ameaças anônimas e estava preocupada com sua vida.
Morcos então criou a Aswat ("Vozes") em 2003 como uma organização de apoio a lésbicas e mulheres bissexuais, intersexuais, queer, transexuais, transgêneros e questionadoras. A organização é sediada em Haifa e foi o primeiro grupo regional a oferecer apoio a lésbicas palestinas. A Comissão Internacional de Direitos Humanos de Gays e Lésbicas (agora OutRight Action International) entregou seu Prêmio Felipa de Souza a Morcos em maio de 2006, reconhecendo seu trabalho com Aswat. Ela foi a primeira pessoa árabe a receber o prêmio. A Aswat realizou sua primeira conferência em Haifa em 2007, com 350 participantes.
Assumindo uma postura pós-colonial, Morcos argumentou que organizações de ajuda aos direitos humanos dos Estados Unidos e da Europa Ocidental podem ser condescendentes com as comunidades árabes. Ela também chamou a atenção para as ligações entre a repressão israelense de palestinos e gays, criticando o movimento israelense pelos direitos LGBT por não se concentrar mais nisso.
Morcos trabalhou como consultora regional para organizações como a Astraea Lesbian Foundation for Justice, a Coalition of Women for Peace, o Fundo Global para Mulheres, Human Rights Watch e Mama Cash. Em 2012, ela trabalhava como freelancer para a Hivos, uma organização holandesa de ajuda ao desenvolvimento, e estudava direito no Carmel Academic Center em Haifa.

## Ativismo
Morcos disse em 2008 que palestinos gays às vezes são chantageados pelo serviço de inteligência a colaborarem ou são denunciados por sua sexualidade.
Em agosto de 2020, Morcos falou sobre uma mudança positiva no tratamento da comunidade palestina aos membros LBGTQ após o funeral de Ayman Safieh, que era um dos principais membros da comunidade queer palestina.